# 별진
n각별진(-陳, 영어: n-pointed magic star) 또는 n각성진(星陳)은 슐레플리 기호가 ⁠n/2⁠이고, n개의 꼭짓점과 n개의 교점에 수들이 놓여져 있으며, 각 선에 있는 4개의 수가 같은 마법 상수의 합을 가지는 다각별이다. 일반적인 별진은 1부터 2n까지의 연속적인 정수를 포함한다. 아무 수도 반복되지 않는다. 일반적인 n각별진의 마법 상수 M = 4n + 2이다.
n이 5 미만인 n각별진은 존재하지 않고, 조건을 만족하는 사각별진이 없다는 것은 증명이 가능하다. 일반적인 오각별진은 만들기가 불가능하다. 그래서 일반적인 별진은 n이 최소인 n각별진에서 n = 6이어야 한다.

## 예시
|                 |                 |                 |
| 육각별진 M = 26 | 칠각별진 M = 30 | 팔각별진 M = 34 |

## 같이 보기
- 마방진
- 육각별진
- 다각별